# Bienvenu Sene Mongaba
Bienvenu Sene Mongaba, född 28 januari 1967 i Kinshasa, död 31 januari 2022 i Bryssel, Belgien, var en kongolesisk förläggare och författare. Han arbetade bland annat för att stärka språket lingalas ställning. Sene Mongaba har skrivit en rad böcker för barn, framför allt serien om Mutos, en tioårig busunge från Kinshasa som är med om en rad äventyr. Böckerna är tvåspråkiga, på lingala och franska. Sene Mongaba drev kulturföreningen Mabiki, som varje år arrangerar en festival för afrikansk barn- och vuxenlitteratur, och var även chefredaktör för en tidskrift med tecknade serier för vuxna. Han dog den 31 januari 2022.